# Solaris (system operacyjny)
Solaris, Oracle Solaris (uprzednio Sun Solaris) – system operacyjny z rodziny Unix firmy Oracle (oryginalnie opracowany przez Sun Microsystems) pierwotnie dla rodzimej architektury SPARC – obecnie dostępny także dla 32- oraz 64-bitowych maszyn opartych na procesorach firm Intel, AMD oraz VIA. Solaris 2.5.1 był również wydany dla architektury mikroprocesora PowerPC. Kod został zoptymalizowany dla maszyn wieloprocesorowych. System jest stosowany jako platforma dla rozwiązań serwerowych i stacji roboczych.

## Historia
Pierwsza wersja – Solaris 2.0 (otrzymała numer dwa, bowiem jedynką Sun retrospektywnie oznaczył wcześniejsze wersje SunOS + OpenWindows) – ukazała się w 1992 roku. Do Solaris 2.6 kolejne wersje numerowane były według schematu 2.x. Jednak od wersji 2.7 początkowe „2.” zostało usunięte z numeracji, stąd wersja Solaris 7 nastąpiła bezpośrednio po 2.6, a po niej 8 itd.
Solaris 2.0 zawierał SunOS 5.0, a w przeciwieństwie do poprzednich wersji (SunOS 1.x, SunOS 2.x, SunOS 3.x i SunOS 4.x), które były pochodnymi 4.xBSD, został oparty na System V Release 4.0, którego powstanie było wynikiem aliansu zawartego w końcu lat 80. XX wieku przez AT&T i Sun. Solaris jest wyposażony w wygodne środowiska graficzne. Początkowo było to OpenWindows, później CDE, a potem środowisko graficzne Sun Java Desktop w bardzo dużym stopniu bazujące na środowisku GNOME (Open Source). W Solaris 11 środowiskiem graficznym jest Oracle Solaris Desktop, oparty na GNOME 2.30.
25 stycznia 2005 rozpoczęło się uwalnianie kodu źródłowego systemu, w ramach projektu OpenSolaris.